# 로케타산탄토니오

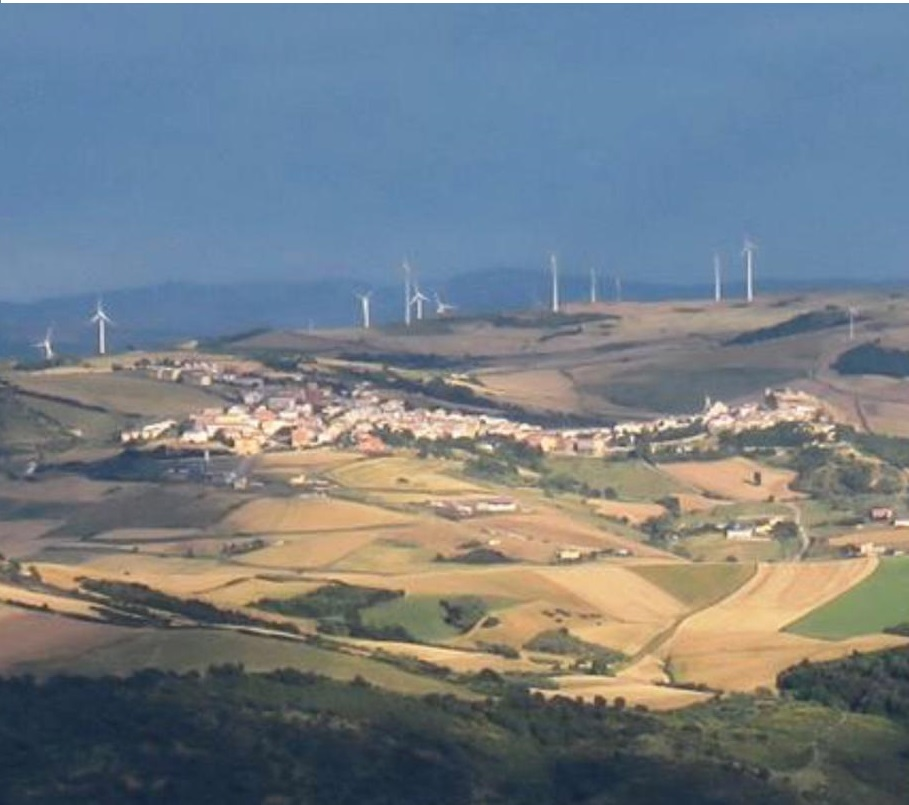

로케타산탄토니오(이탈리아어: Rocchetta Sant'Antonio)는 이탈리아 풀리아주 포자도에 위치한 코무네로 면적은 71.90km2, 높이는 630m, 인구는 1,982명(2010년 12월 31일 기준), 인구 밀도는 28명/km2이다.